# Trémilly
Trémilly (prononcé /trέ:mi‘ji/) est une commune française située dans le département de la Haute-Marne, en région Grand Est.
On peut y découvrir le château, la rivière le Ceffondet, l'église dédiée à Saint Martin, l'ancien lavoir du XVIIe siècle reconverti en salle de convivialité (des fêtes). 9 km à l'ouest du chef-lieu.

## Géographie
Trémilly est située à 40 km de Chaumont sur les rives du Ceffondet. Les habitants sont les Noblots et la superficie est de 2 853 hectares (28,5 km2) dont 891 de bois.
| Ceffonds             | Thilleux  | Sommevoire |
| Soulaines-Dhuys Aube | Trémilly  | Nully      |
|                      | Thil Aube |            |

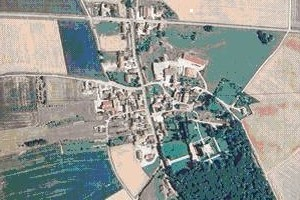
Plan satellite du village.
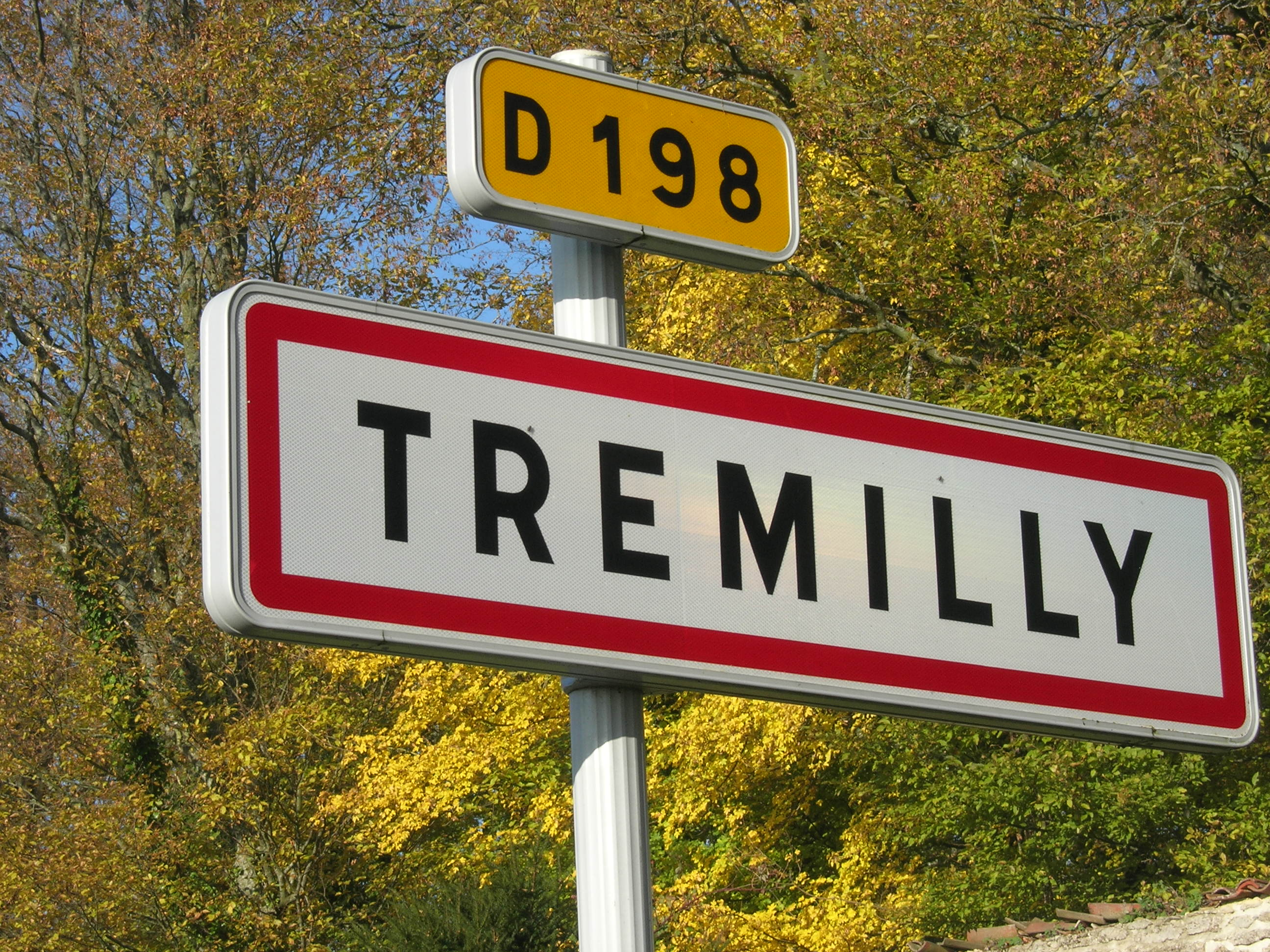
Panneau de Trémilly.
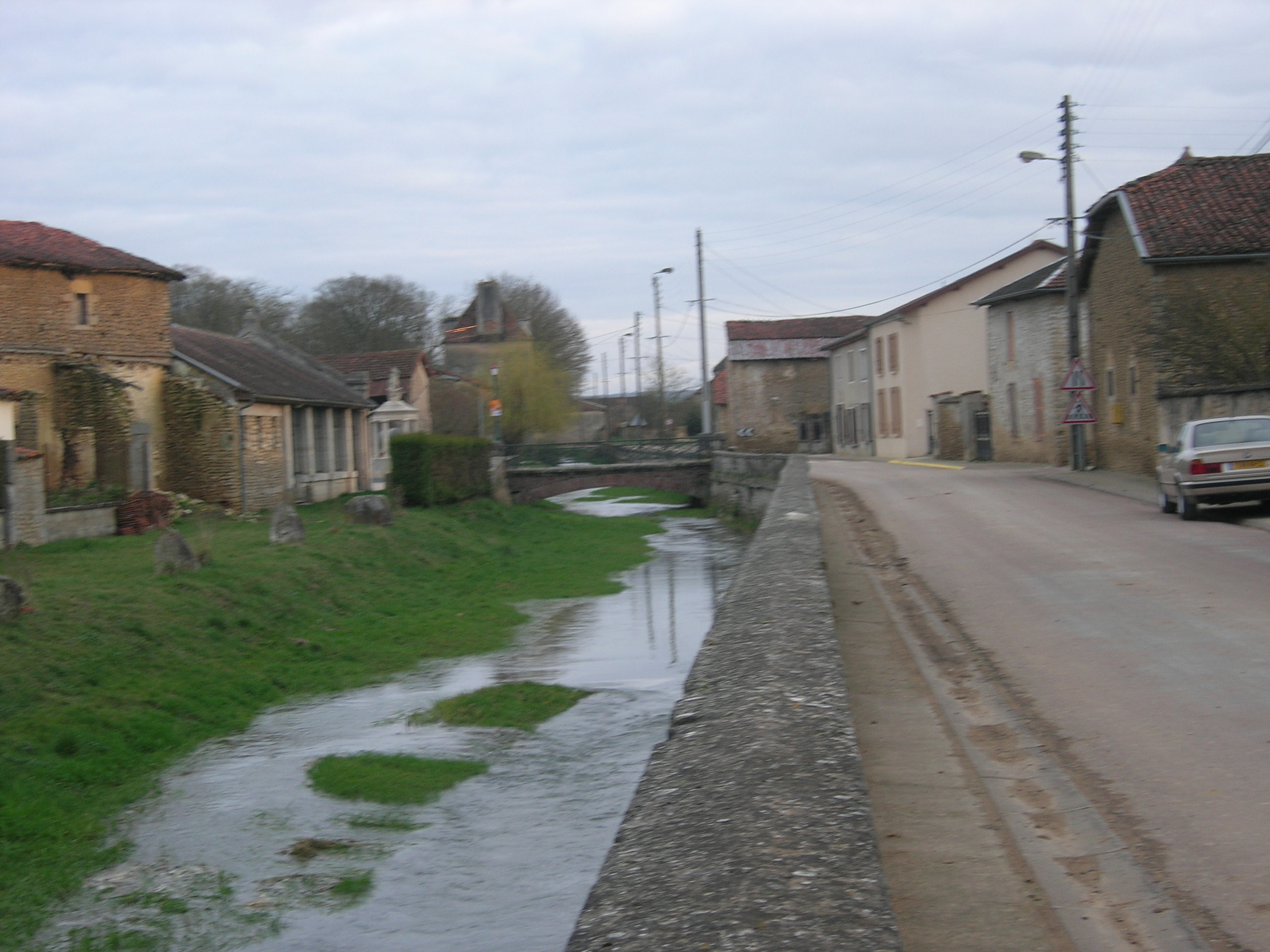
Le Ceffondet en crue.

### Hydrographie
La commune est dans la région hydrographique « la Seine de sa source au confluent de l'Oise (exclu) » au sein du bassin Seine-Normandie. Elle est drainée par le Ceffondet et le Fossé 01 de la Galoche,.
Le Ceffondet, d'une longueur de 29 km, prend sa source dans la commune de Beurville et se jette  dans la voire à La Porte du Der, après avoir traversé neuf communes.

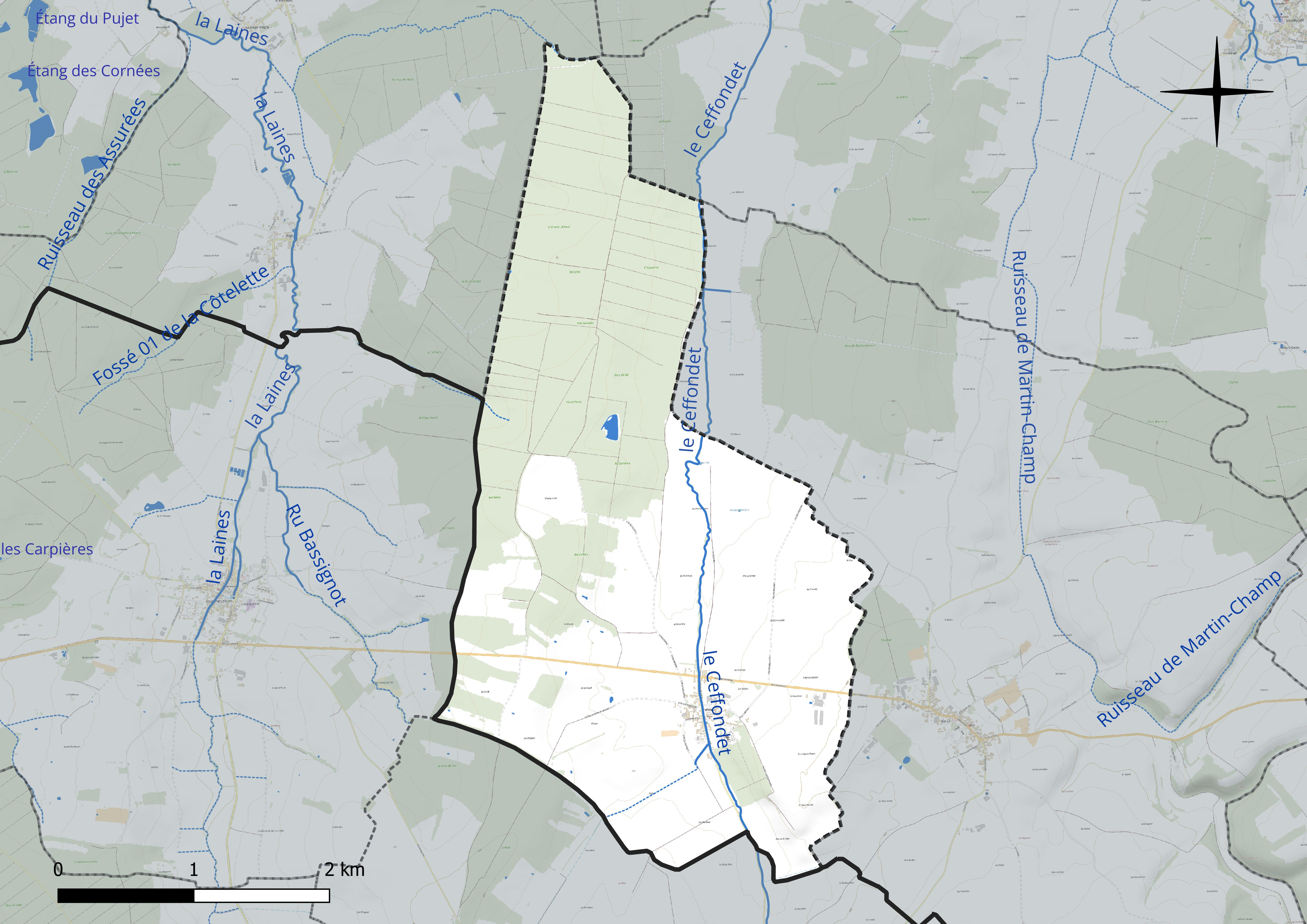
Réseau hydrographique de Trémilly.

### Climat
Pour des articles plus généraux, voir Climat du Grand Est et Climat de la Haute-Marne.
En 2010, le climat de la commune est de type climat des marges montargnardes, selon une étude du Centre national de la recherche scientifique s'appuyant sur une série de données couvrant la période 1971-2000. En 2020, Météo-France publie une typologie des climats de la France métropolitaine dans laquelle la commune est exposée à un climat océanique altéré et est dans la région climatique Lorraine, plateau de Langres, Morvan, caractérisée par un hiver rude (1,5 °C), des vents modérés et des brouillards fréquents en automne et hiver.
Pour la période 1971-2000, la température annuelle moyenne est de 10,5 °C, avec une amplitude thermique annuelle de 15,7 °C. Le cumul annuel moyen de précipitations est de 862 mm, avec 12,5 jours de précipitations en janvier et 8,9 jours en juillet. Pour la période 1991-2020, la température moyenne annuelle observée sur la station météorologique de Météo-France la plus proche, « Soulaines », sur la commune de Soulaines-Dhuys à 4 km à vol d'oiseau, est de 11,2 °C et le cumul annuel moyen de précipitations est de 776,4 mm. 
La température maximale relevée sur cette station est de 41,9 °C, atteinte le 25 juillet 2019 ; la température minimale est de −19,1 °C, atteinte le 2 janvier 1997,,.
Les paramètres climatiques de la commune ont été estimés pour le milieu du siècle (2041-2070) selon différents scénarios d'émission de gaz à effet de serre à partir des nouvelles projections climatiques de référence DRIAS-2020. Ils sont consultables sur un site dédié publié par Météo-France en novembre 2022.

## Urbanisme

### Typologie
Au 1er janvier 2024, Trémilly est catégorisée commune rurale à habitat dispersé, selon la nouvelle grille communale de densité à sept niveaux définie par l'Insee en 2022.
Elle est située hors unité urbaine et hors attraction des villes,.

### Occupation des sols
L'occupation des sols de la commune, telle qu'elle ressort de la base de données européenne d’occupation biophysique des sols Corine Land Cover (CLC), est marquée par l'importance des territoires agricoles (55,1 % en 2018), une proportion identique à celle de 1990 (55,1 %). La répartition détaillée en 2018 est la suivante : 
terres arables (47,7 %), forêts (42,6 %), prairies (7,4 %), zones urbanisées (2,3 %). L'évolution de l’occupation des sols de la commune et de ses infrastructures peut être observée sur les différentes représentations cartographiques du territoire : la carte de Cassini (XVIIIe siècle), la carte d'état-major (1820-1866) et les cartes ou photos aériennes de l'IGN pour la période actuelle (1950 à aujourd'hui).

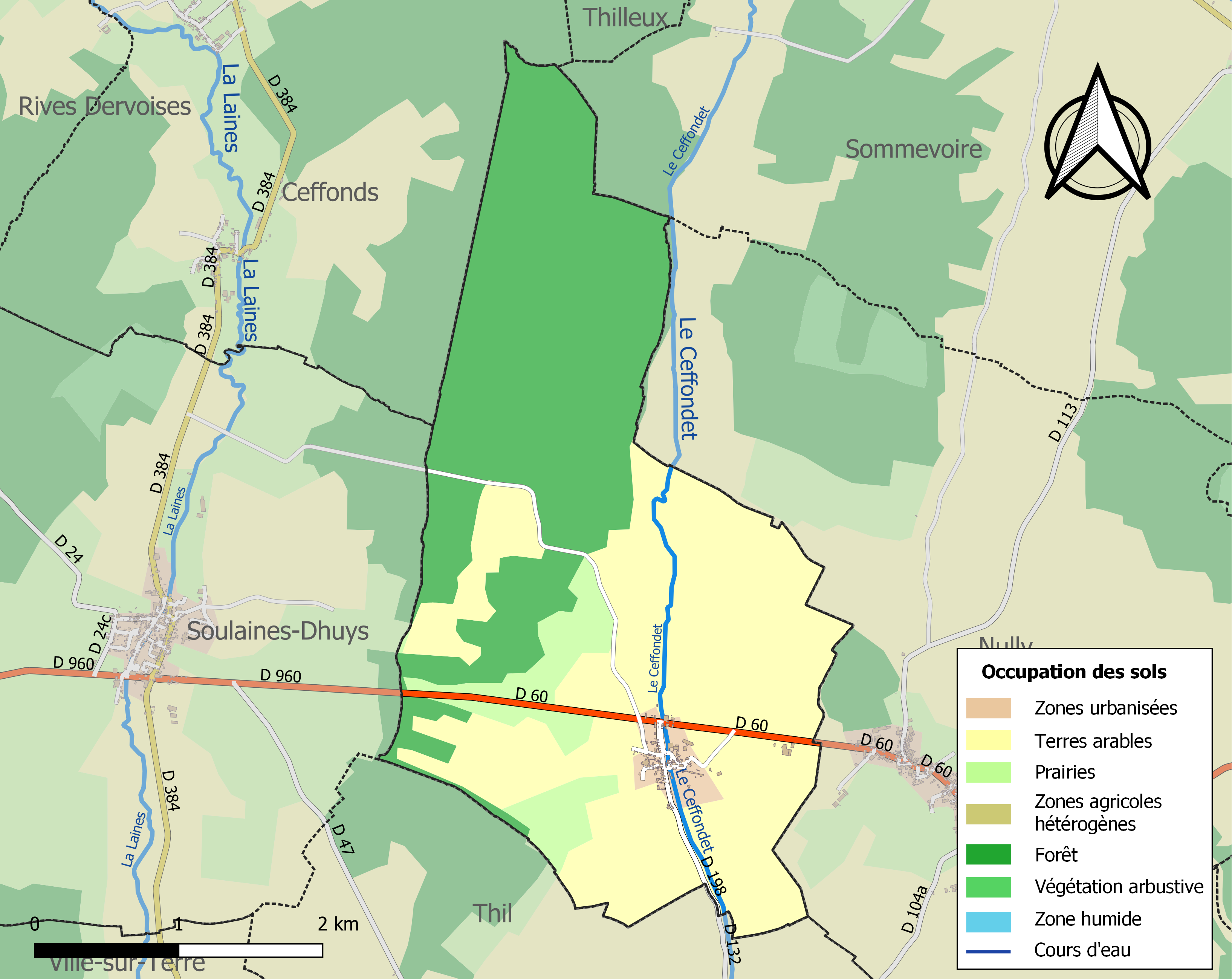
Carte des infrastructures et de l'occupation des sols de la commune en 2018 (CLC).

## Toponymie
Le village portait le nom de Trémilliacum puis Tremilléium.

## Histoire
Principales pages de son histoire :
- Trémilly a un passé gallo-romain.
- Première mention de Trémilly au XIe.
- Seigneurie de Nully mentionnée au XIIe, érigée en baronnie au XIVe.
- Village incendié en 1594.
- L'érudit Jacques Amyot s'y retira pour travailler à sa traduction de Plutarque.
- Assiégé et pris deux fois par les ligueurs au XVIe.
- Fut un haut lieu du protestantisme
- Il y avait à Trémilly, un moulin à vent détruit par un incendie en 1820.
- La plus vieille maison date maintenant du XIXe.
- Fusion des deux communes, Nully et Trémilly le 1er décembre 1972 sous le nom de Nully-Trémilly.
- Le château fut incendié en 2002
- Séparation des deux communes le 1er janvier 2005.
- La maternelle ferma en 2006.
- Le livre d’un ancien instituteur fut publié « journal d’un instituteur de campagne ».
- Sans oublier, le FC Nully-Trémilly  qui fut championne de Haute-Marne.

En 1027, Étienne de Vaux (sur-Saint-Urbain, bâtisseur du château de Joinville) se marie à une sœur du comte de Brienne Engelbert IV, qui lui octroie une partie de l'avouerie de la vallée de la Blaise, dont Trémilly, qu'il devait protéger ; il en profita pour faire augmenter les impôts et accapara les biens de l'église (il dut les rendre par la suite).
La fusion des deux communes Nully et Trémilly a eu lieu en 1972. De nos jours, les deux communes associées ont mis fin à leur coopération en 2005 et ont défusionné. Le maire délégué de Trémilly, Gérard Boussel devient, après de nouvelles élections communales, le maire de Trémilly.

## Politique et administration

### Liste des maires

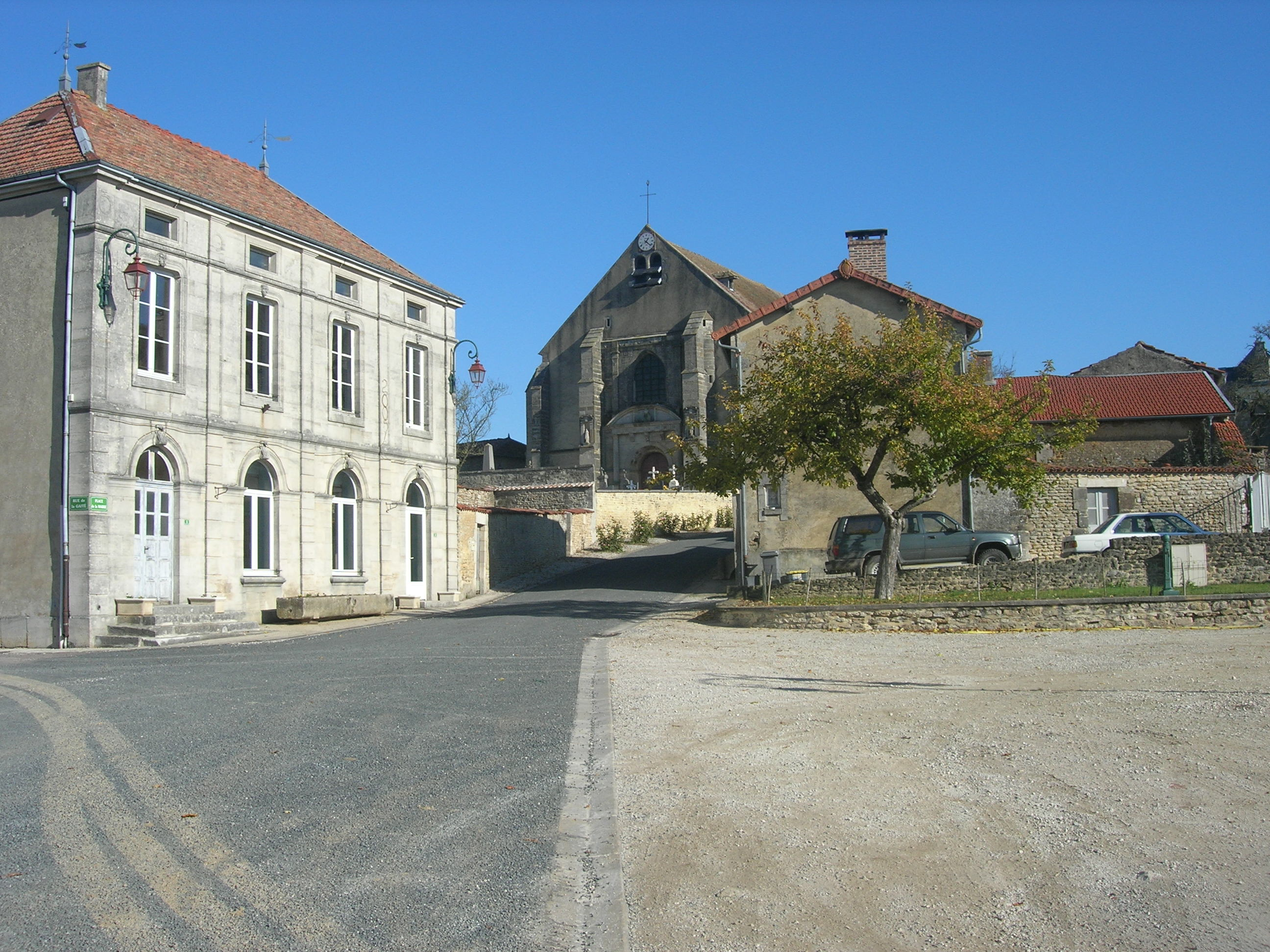
Mairie

| Période                                  | Période   | Identité          | Étiquette | Qualité |
| ---------------------------------------- | --------- | ----------------- | --------- | ------- |
| Les données manquantes sont à compléter. |           |                   |           |         |
| mars 2008                                | mars 2014 | Gérard Boussel    | SE        |         |
| mars 2014                                | 2020      | Mauricette Poinot |           |         |
| 2020                                     | En cours  | François Martinet |           |         |

## Population et société

### Démographie
L'évolution du nombre d'habitants est connue à travers les recensements de la population effectués dans la commune depuis 1793. Pour les communes de moins de 10 000 habitants, une enquête de recensement portant sur toute la population est réalisée tous les cinq ans, les populations de référence des années intermédiaires étant quant à elles estimées par interpolation ou extrapolation. Pour la commune, le premier recensement exhaustif entrant dans le cadre du nouveau dispositif a été réalisé en 2005.

En 2022, la commune comptait 83 habitants, en évolution de +3,75 % par rapport à 2016 (Haute-Marne : −4,62 %, France hors Mayotte : +2,11 %).
| 1793 | 1800 | 1806 | 1821 | 1831 | 1836 | 1841 | 1846 | 1851 |
| ---- | ---- | ---- | ---- | ---- | ---- | ---- | ---- | ---- |
| 272  | 276  | 308  | 225  | 290  | 282  | 278  | 297  | 297  |

| 1856 | 1861 | 1866 | 1872 | 1876 | 1881 | 1886 | 1891 | 1896 |
| ---- | ---- | ---- | ---- | ---- | ---- | ---- | ---- | ---- |
| 275  | 250  | 221  | 202  | 192  | 215  | 210  | 189  | 223  |

| 1901 | 1906 | 1911 | 1921 | 1926 | 1931 | 1936 | 1946 | 1954 |
| ---- | ---- | ---- | ---- | ---- | ---- | ---- | ---- | ---- |
| 172  | 157  | 134  | 118  | 109  | 131  | 119  | 116  | 114  |

| 1962 | 1968 | 2006 | 2010 | 2015 | 2020 | 2022 | - | - |
| ---- | ---- | ---- | ---- | ---- | ---- | ---- | - | - |
| 119  | 133  | 90   | 88   | 83   | 84   | 83   | - | - |

## Économie

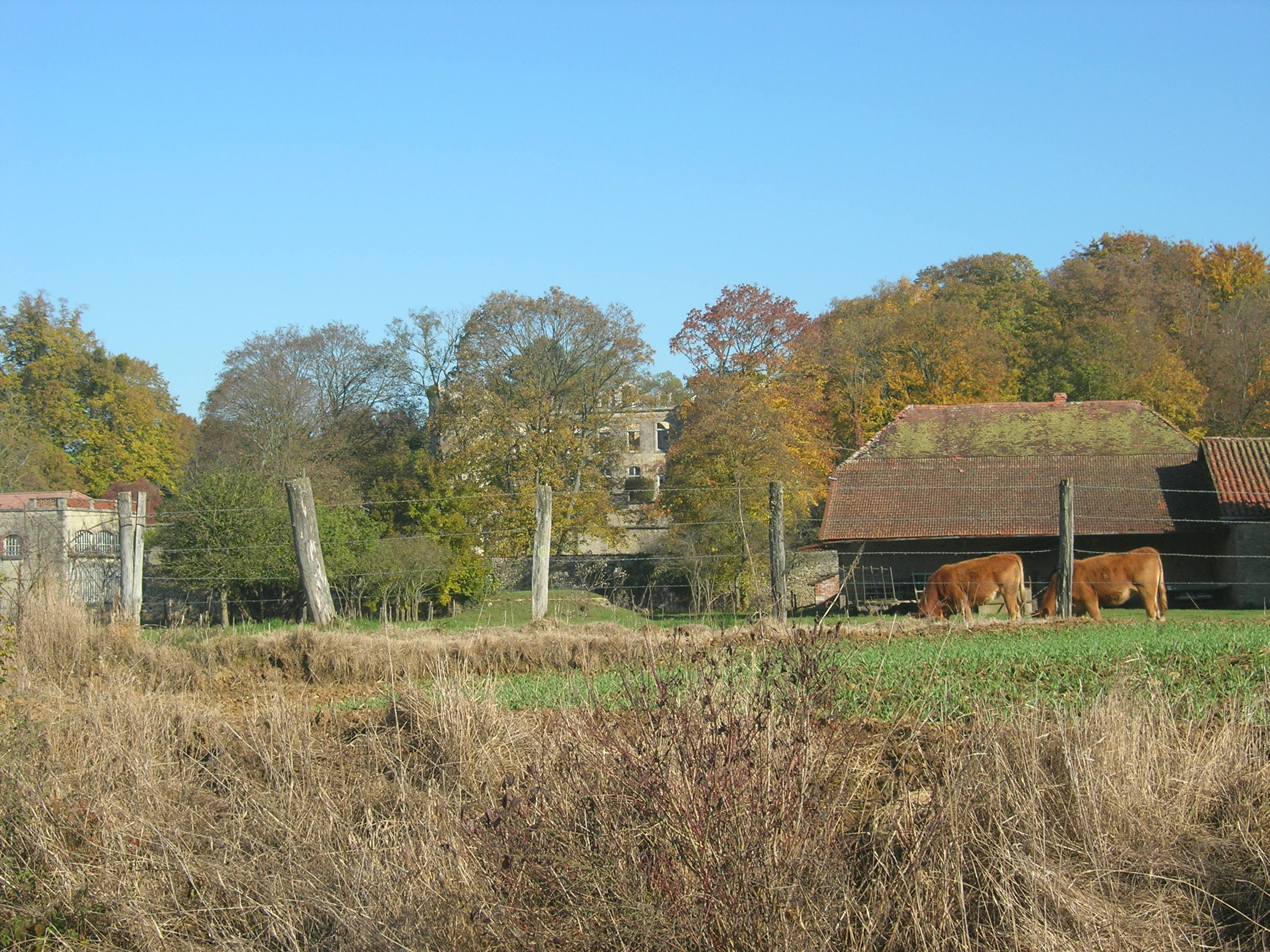
Exploitation bovine.

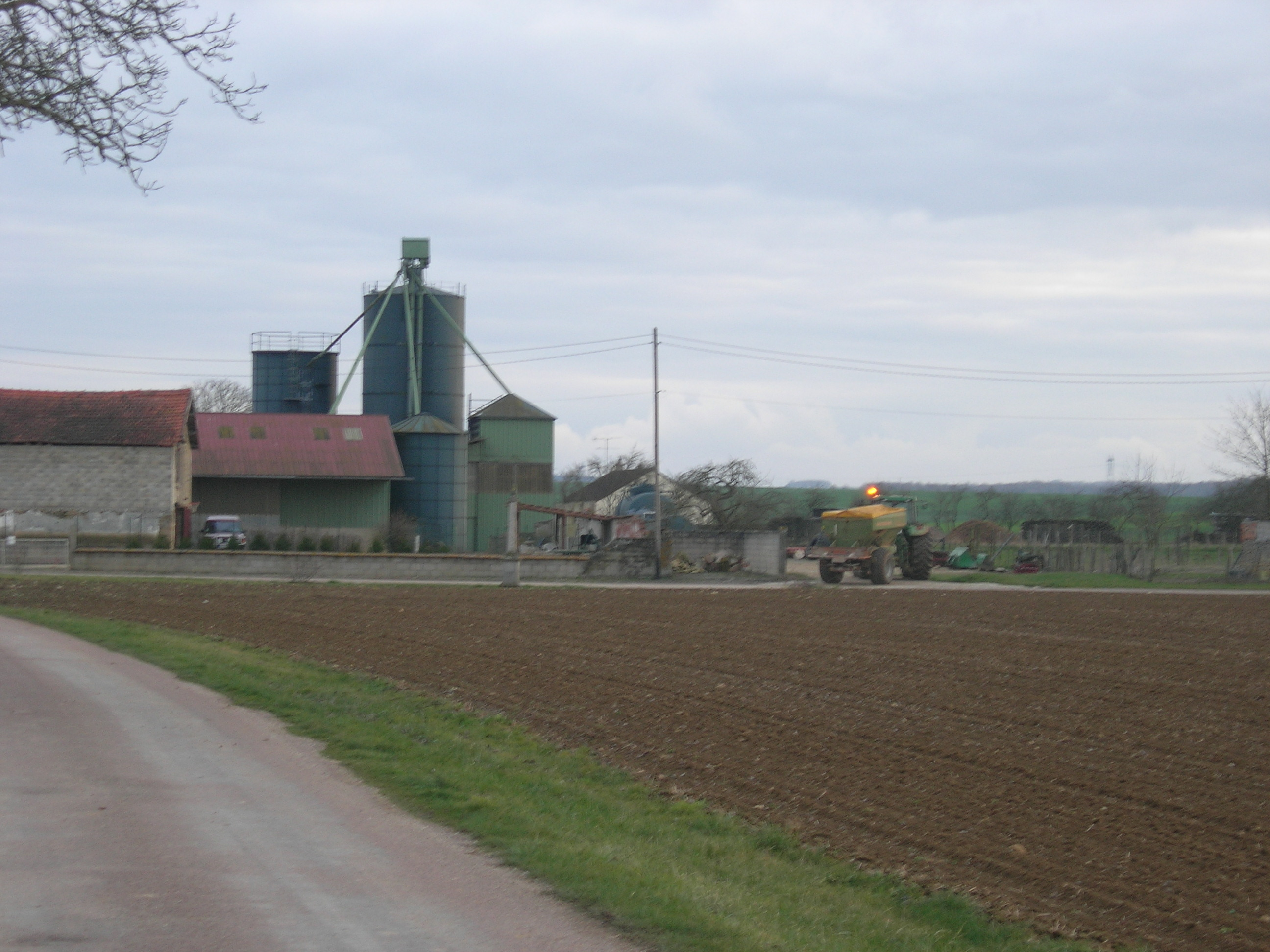
Exploitation agricole.

Elle compte 69 actifs (taux de chômage de 4 %).
- Agriculture : 3 agriculteurs : GAEC de la Belle Épine...
- Artisanat, entreprises et industries.
- Commerçant : Champagne EARL JD Thieblemont.
- Maçonnerie : Entreprise Boussel.
- Manifestation : Fête patronale le deuxième week-end de juin.
- Associations : Comité des fêtes de Trémilly, organise des manifestations sportives, s'occupe du fleurissement du village. La Société de Chasse.

## Culture locale et patrimoine

### Lieux et monuments

#### Architecture civile
- Château de Trémilly rebâti en 1713 (MH) : tours rondes ; le « Puits de Moïse » Renaissance, dans le parc.
- Mairie.
- Lavoir public.
- Mausolée d'Hippolyte Rozierre, daté de 1874, à l'ouest de la commune, le long de la D 960.
- La commune de Trémilly entreprend depuis plusieurs années quelques travaux afin de rendre un caractère authentique à cette commune. Le puits de la commune, situé sur la place du village, a été enfin terminé d'après d'anciens plans retrouvés dans les archives en 2007, un puits à toits couronné d’un enfant sur une oie et des maisons délabrées sont restaurées.

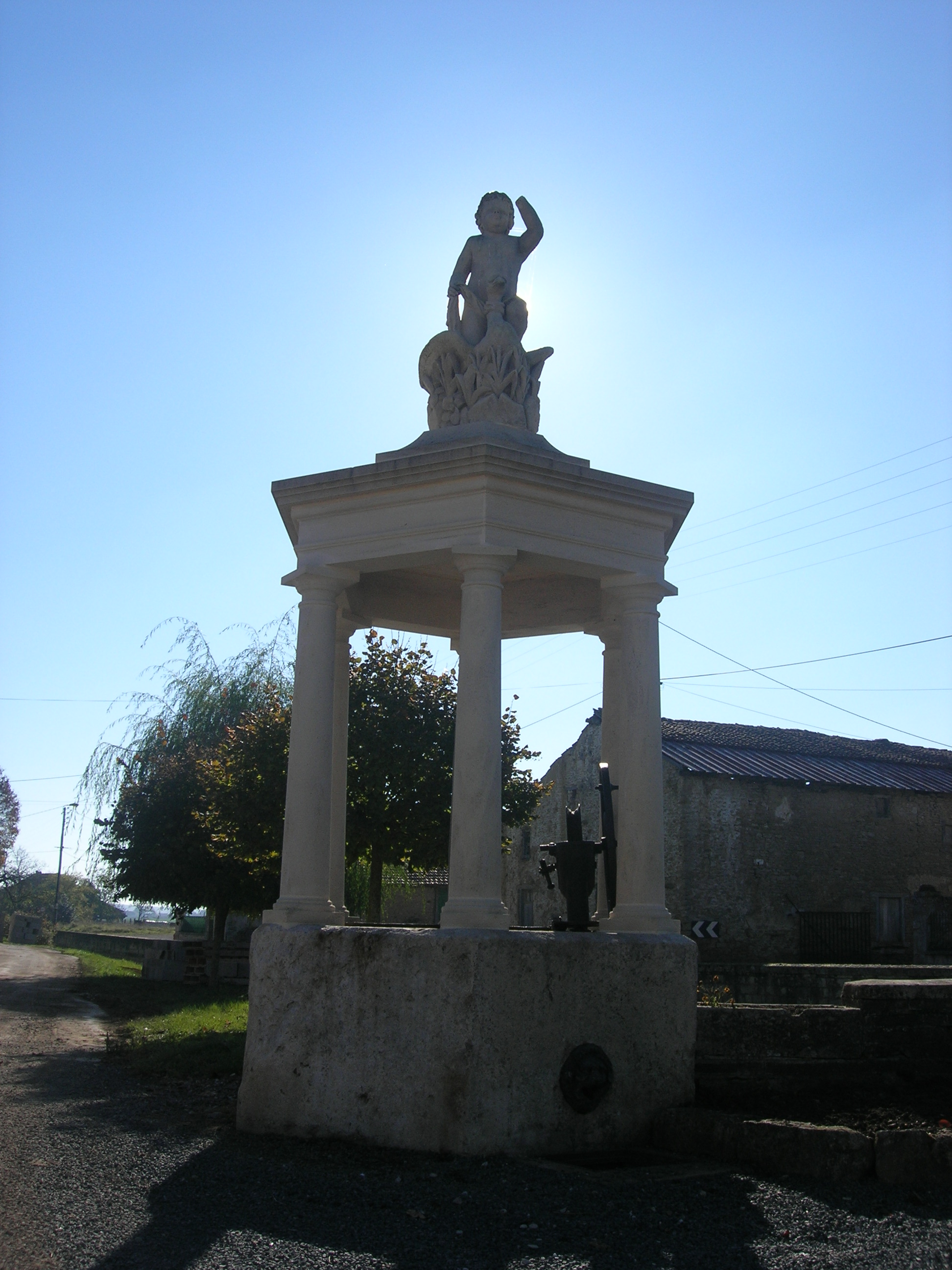
Puits restauré.
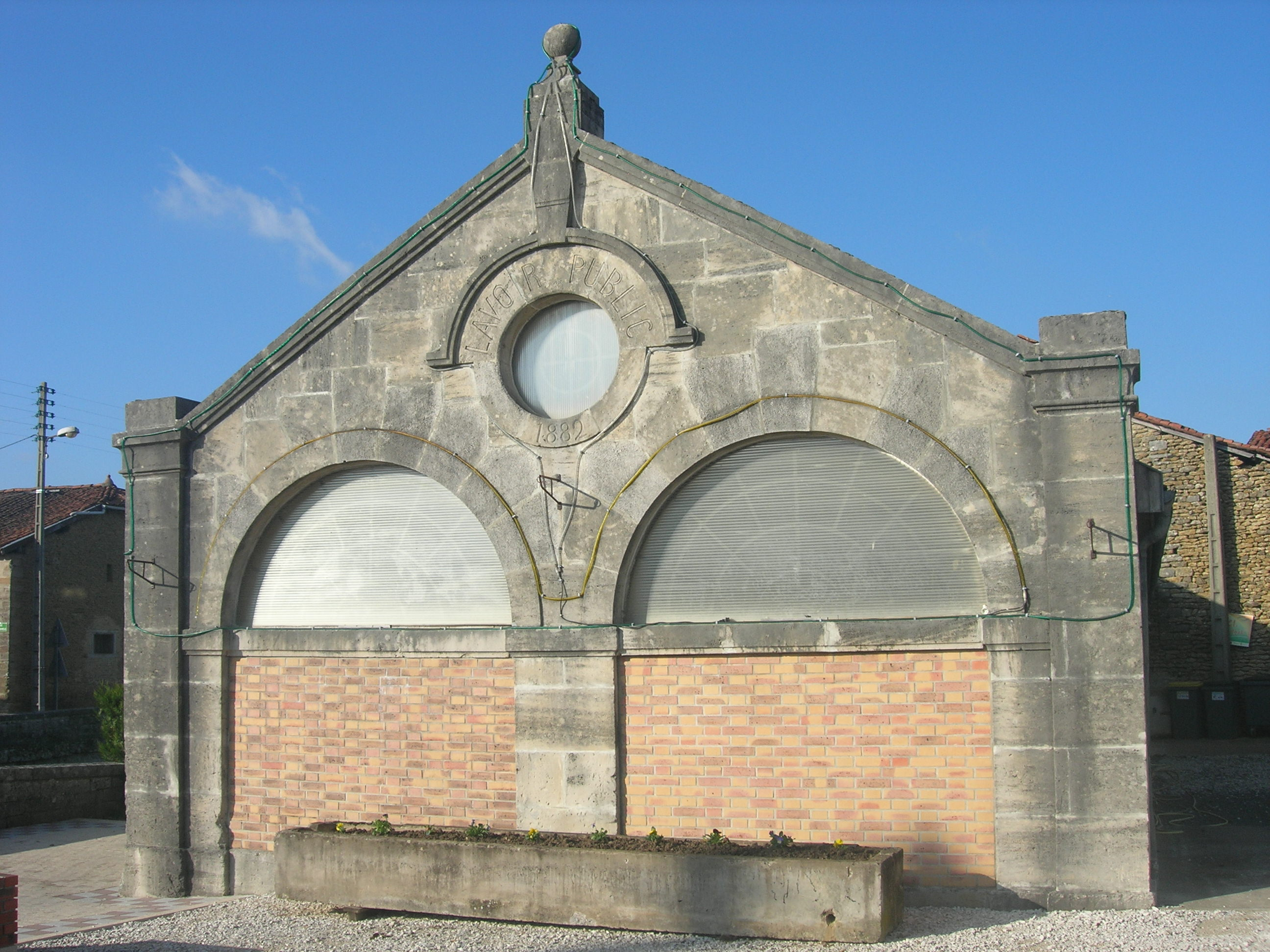
Lavoir public de 1882.
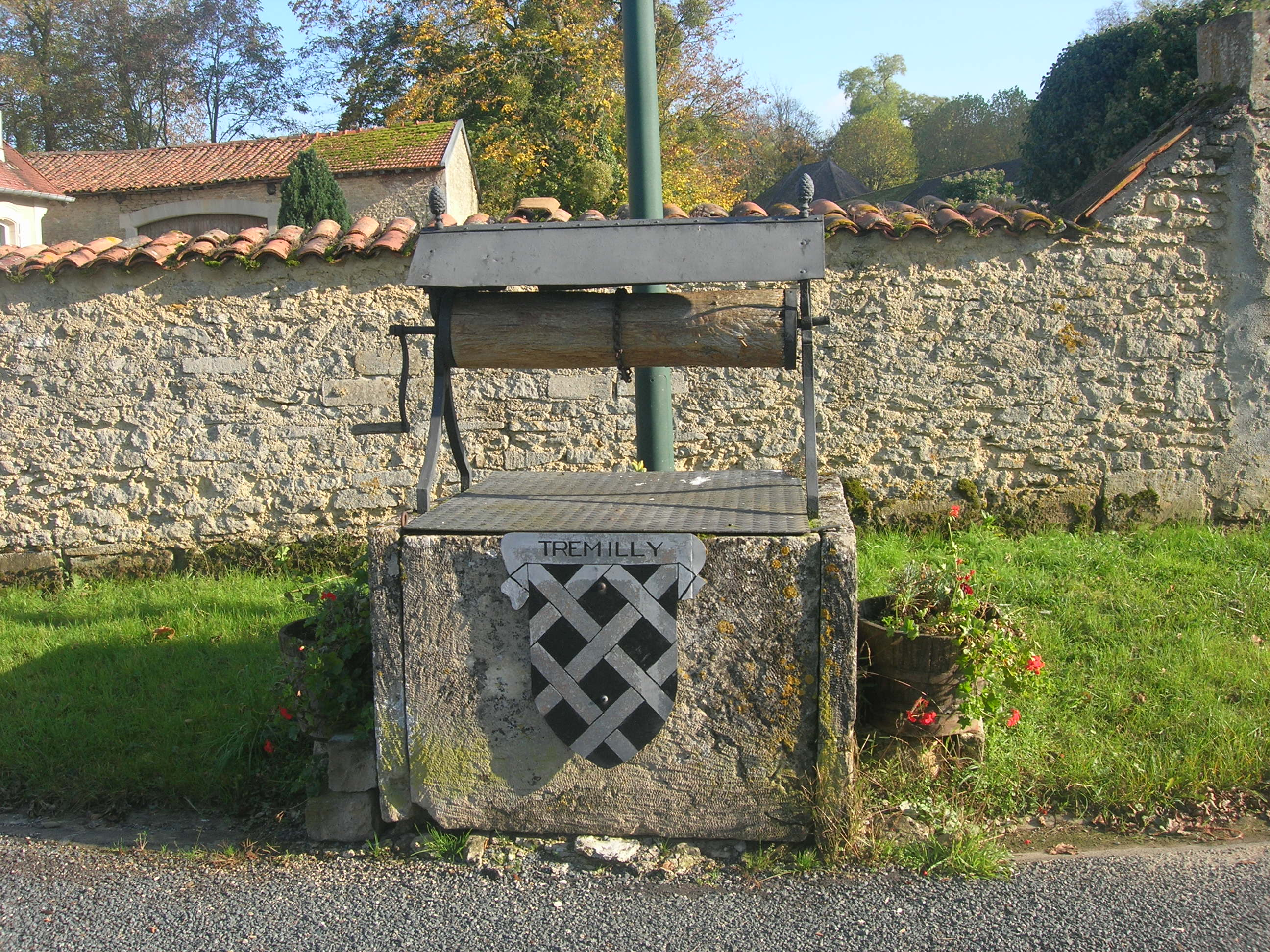
Vieux puits.
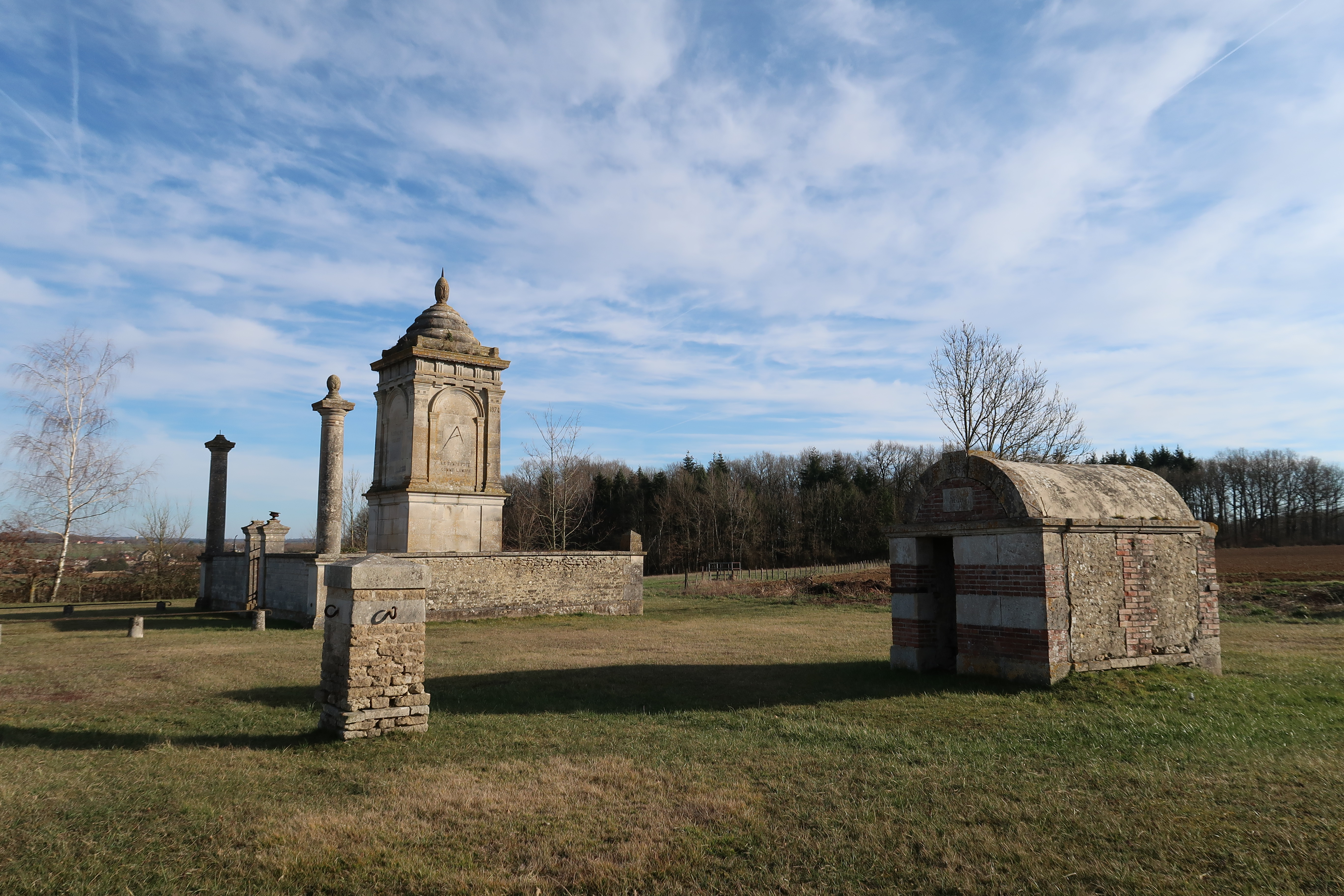
Mausolée Rozierre.

#### Le château de Trémilly
- Superficie protégée (ha) : 17,08
- Date de protection : 19 mai 1981
- Site inscrit : SI030

Le château de Trémilly et son parc constituent un ensemble de qualité, chargé d'histoire : si le château actuel ne date que du XVIIIe siècle, les textes historiques citent Trémilly dès 1027.
Au début des guerres de religion, vers 1540, le château appartint à Jacques Menisson, propagandiste protestant, il servait de refuge aux « Réformés ». Pour cela, le village fut assiégé deux fois par les partisans de la Ligue, les combats furent violents. Le célèbre Amyot s'y réfugia en 1557 pour fuir la colère de la mère de son élève Charles IX, Catherine de Médicis. Précepteur des enfants d'Henri II, l'évêque d'Auxerre trouve refuge à Trémilly et traduit les dernières biographies de l'œuvre de Plutarque : Vie des hommes illustres. 

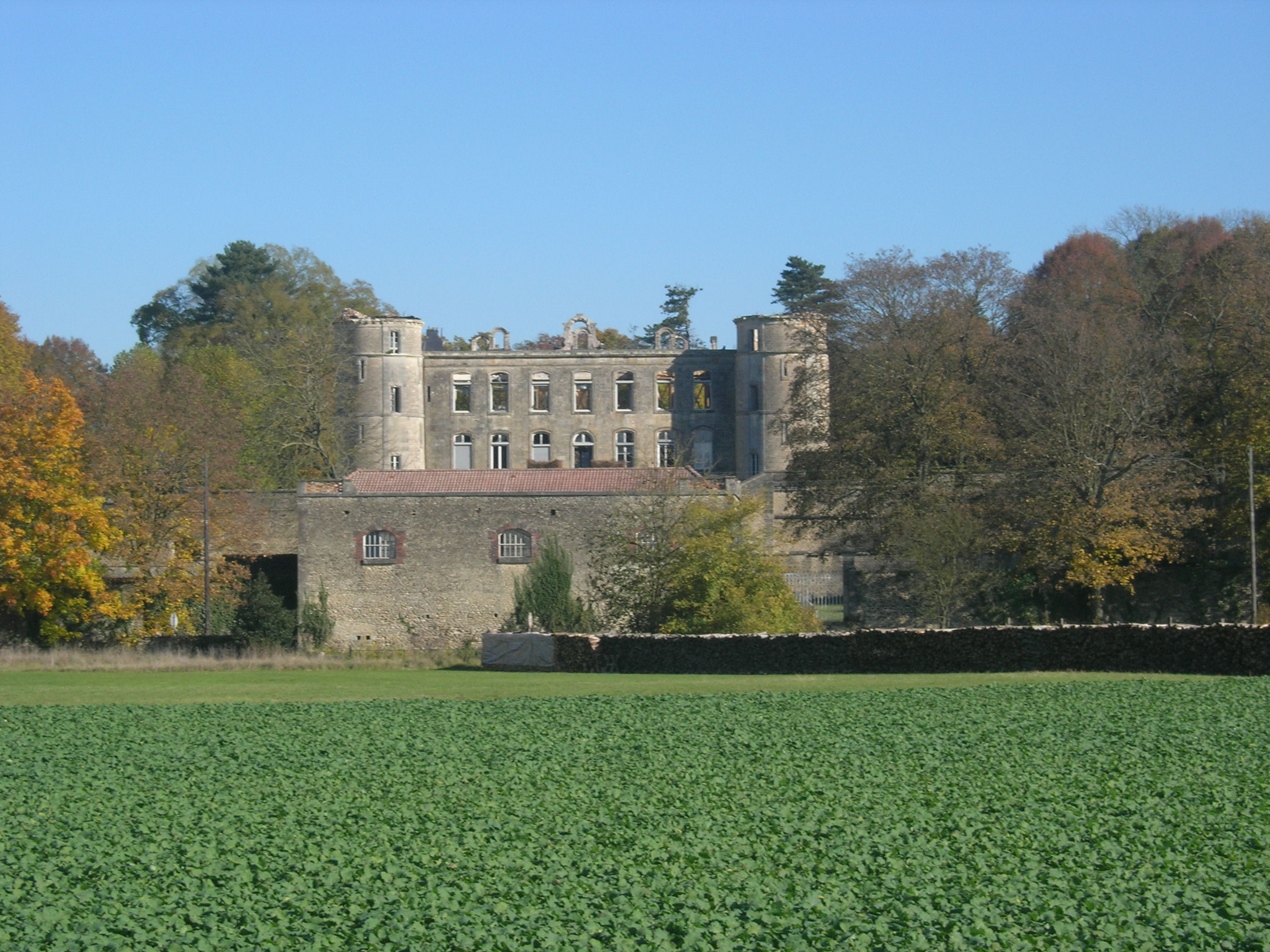
Château de Trémilly brulé.

Le château actuel construit vers 1715 sur les plans de l'architecte Girardon ne conserve que peu d'éléments de l'ancienne demeure. Il présente une façade principale d'une quarantaine de mètres, composée d'une partie centrale large de sept travées et de deux avant-corps latéraux. Plusieurs lucarnes s'ouvrent au niveau des combles. À l'ouest, le bâtiment s'appuie sur les deux tours rondes de l'ancien château médiéval.
Par contre le parc qui l'entoure, clos de murs conserve des ensembles intéressants qu'il faut protéger. Le château entouré de ses douves est disposé de telle façon que l'une de ses façades ouvre sur une vaste pelouse plantée, tandis que l'autre regarde vers une terrasse, cantonnée de bastions maçonnés aux angles. Un escalier monumental permet d'atteindre ce qui fut jadis un jardin potager, puisqu'on y retrouve une ancienne orangeraie. De ce jardin clos de murs, on accède directement dans le parc. Ainsi, les communs, le puits Renaissance, les portes monumentales qui ouvrent sur les allées du parc, font partie intégrante de l'ensemble pour constituer un site de grande qualité.

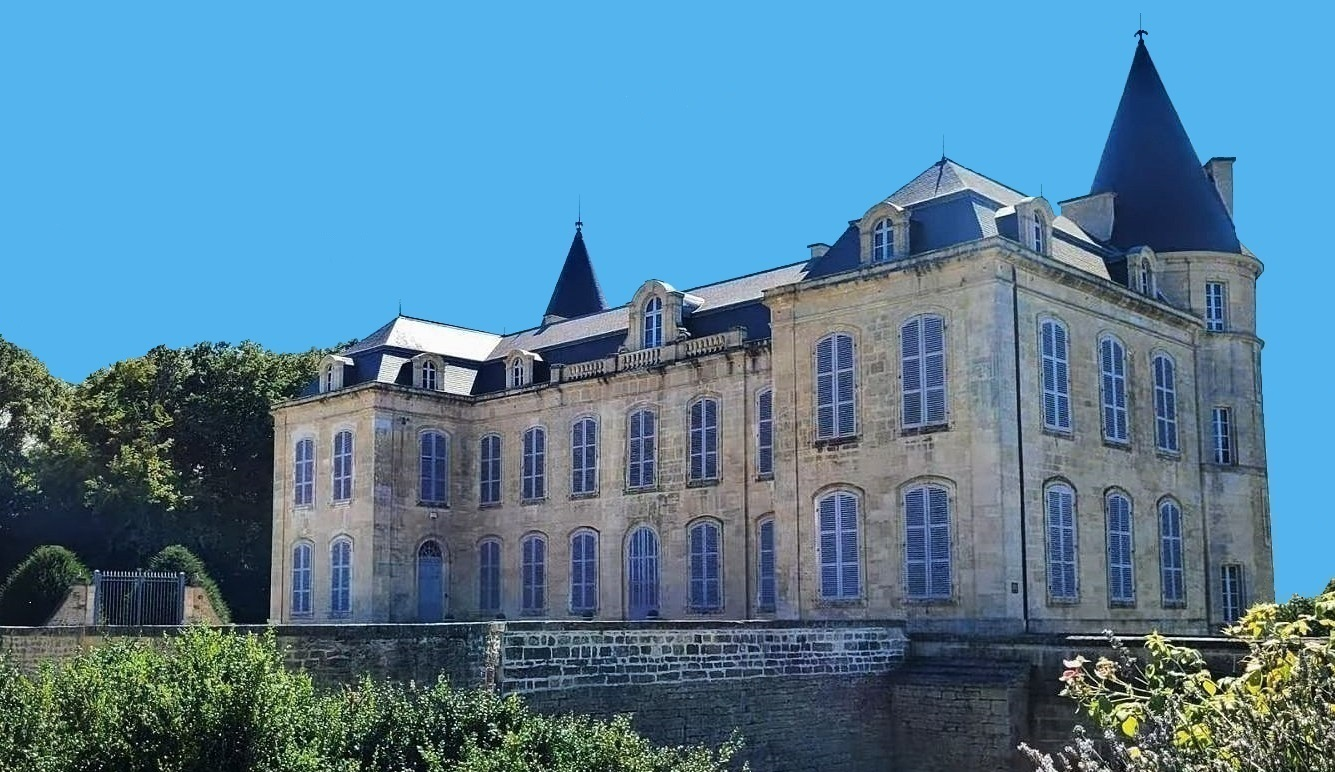
Le château de Trémilly après sa rénovation.

Un nouveau château est construit en 1713, sur les bases d'une demeure féodale, c'est le château actuel de Trémilly. Dans le parc, un grand portique surmonté d'une statue du Cavalier Gérome, et un puits de Moïse en pierre, avec cadrans solaires, surmonté d'une statue ayant perdu la tête à la Révolution. L'histoire du château de Trémilly  nous indique que c'est par le testament de la duchesse de Broglie, que ce village vint en la possession de monsieur de Maisoncelle, officier de mérite, de la  guerre de Hanovre.
Le château est partiellement détruit par un incendie en 2002 (le toit et une partie de l’arrière de la façade). Le propriétaire étant Jean-François Dacier.

#### Architecture sacrée
- Église Saint-Martin (MH) de Trémilly ; église-halle gothique flamboyant XVIe, sans clocher il aurait été détruit par la foudre en 1664 : portail Renaissance 1559, voûtes d'ogives à liernes et tiercerons ; vitraux* 16e sur la légende de saint Martin et saint Michel.
- Chapelle Saint-Evre 1820 sur l'emplacement d'un ancien ermitage (pèlerinage) dans un pré.
- Deux croix en pierre aux petites entrées du village de Trémilly.
- Croix en Métal sur la « route de Thil » et une autre au nord du village.

Église Saint-Martin : architecture gothique flamboyant (classée Monument Historique) : calvaire se détachant sur un ciel étoilé (étoiles montées en « chef-d'œuvre »). Comporte le célèbre vitrail du Christ en croix entouré du Bon et du Mauvais Larron.

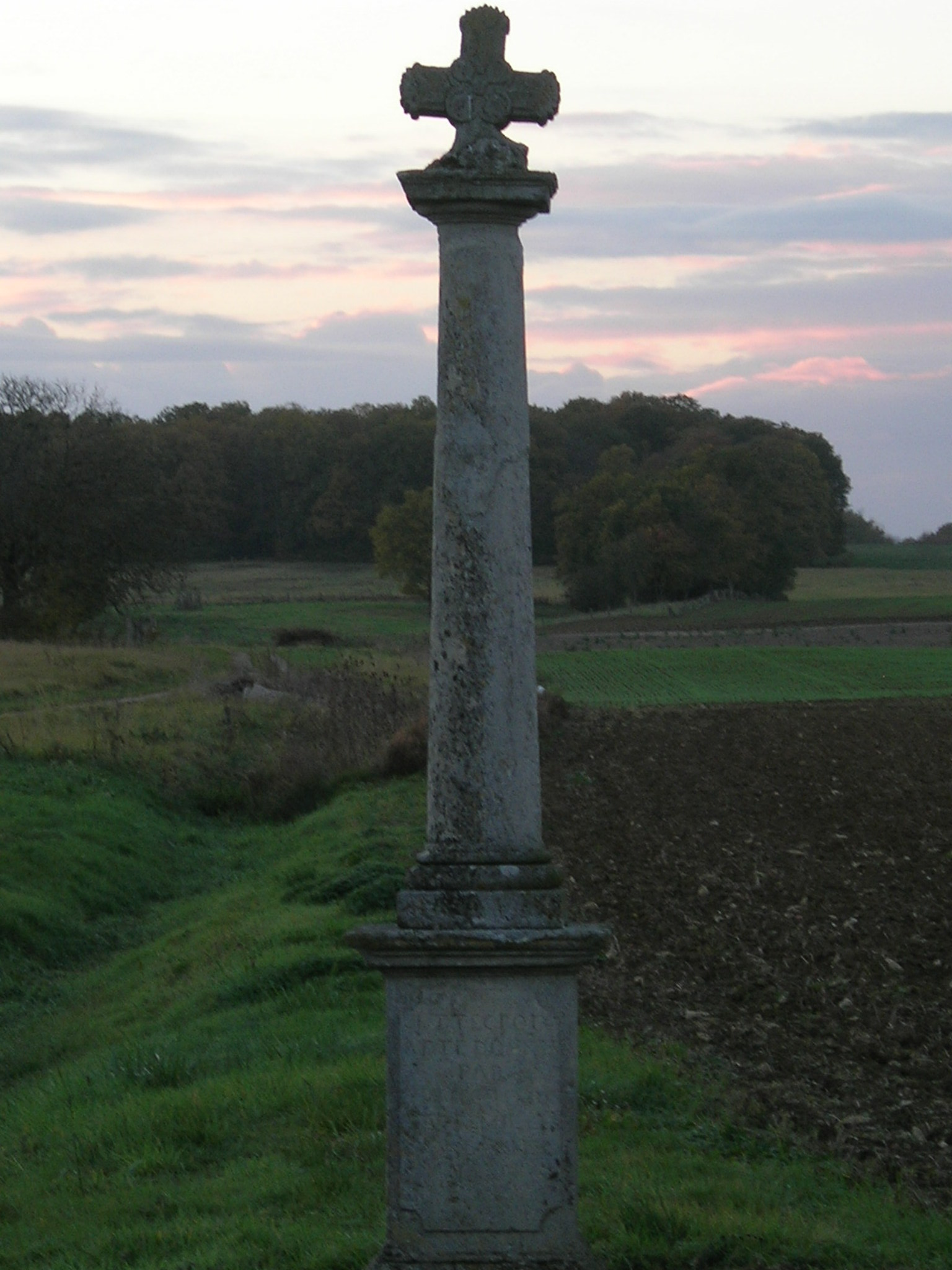
Croix (avec inscription de 1836) devant le coucher du soleil.
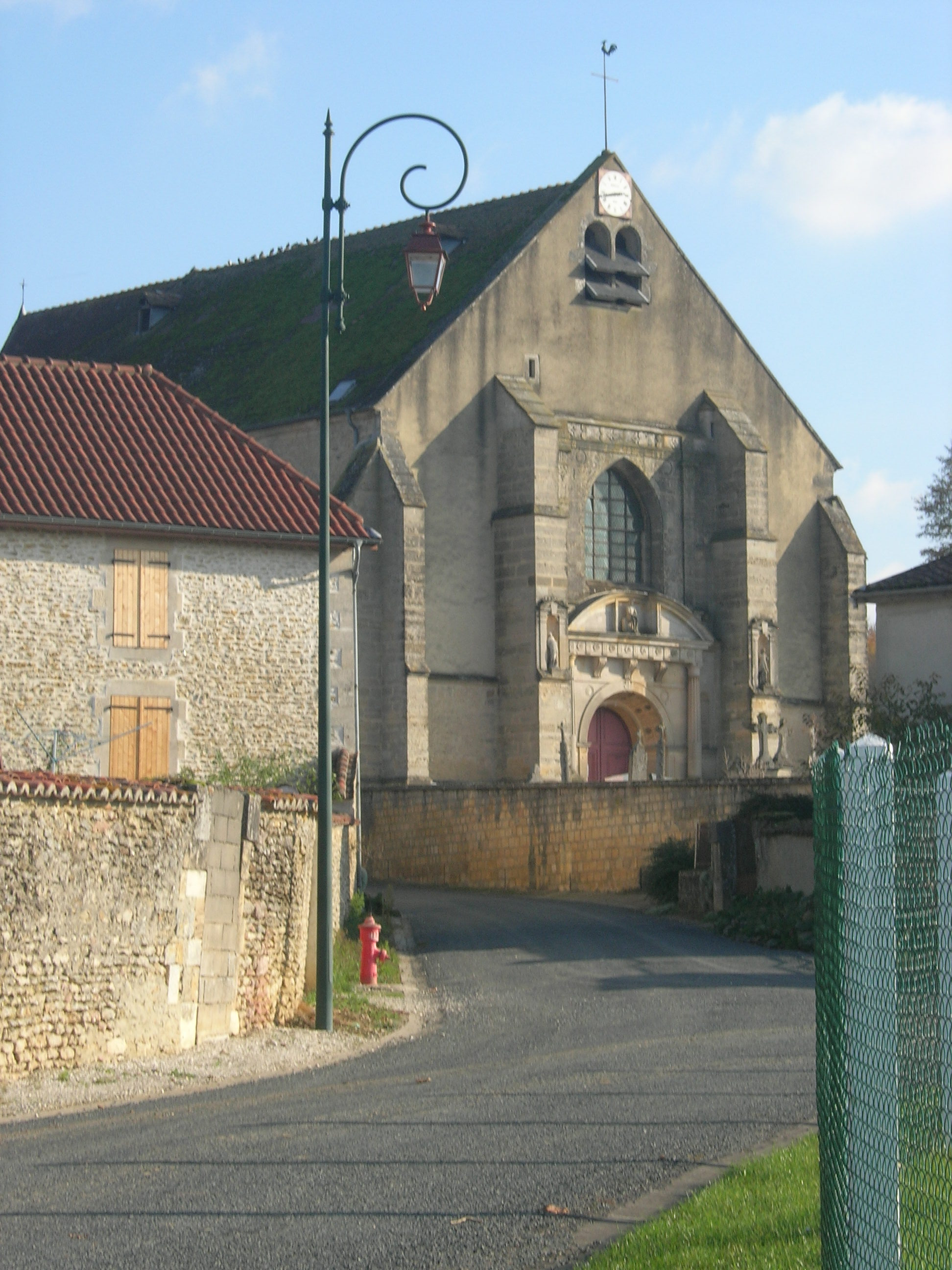
Église Saint-Martin.
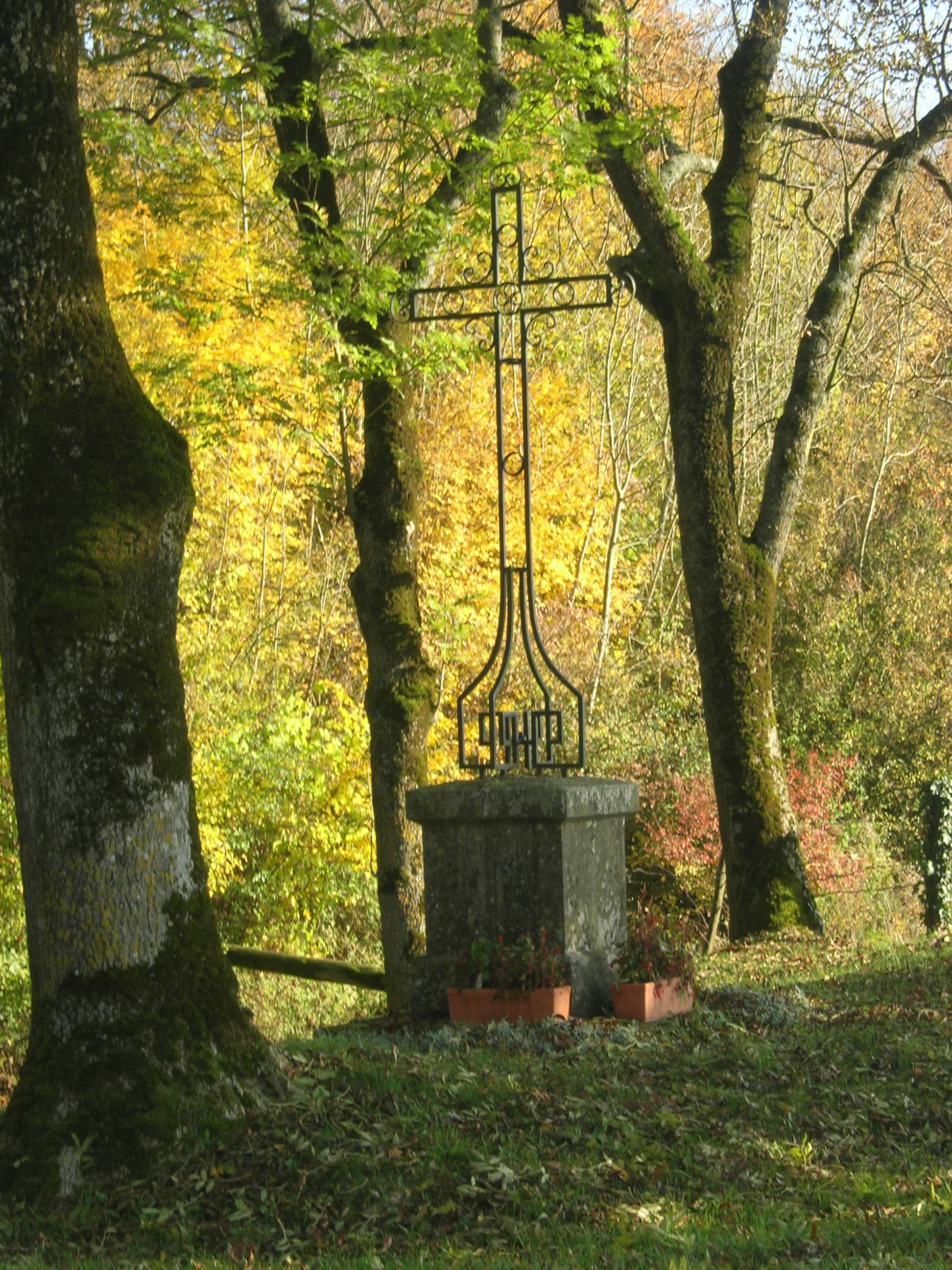
Croix en métal.
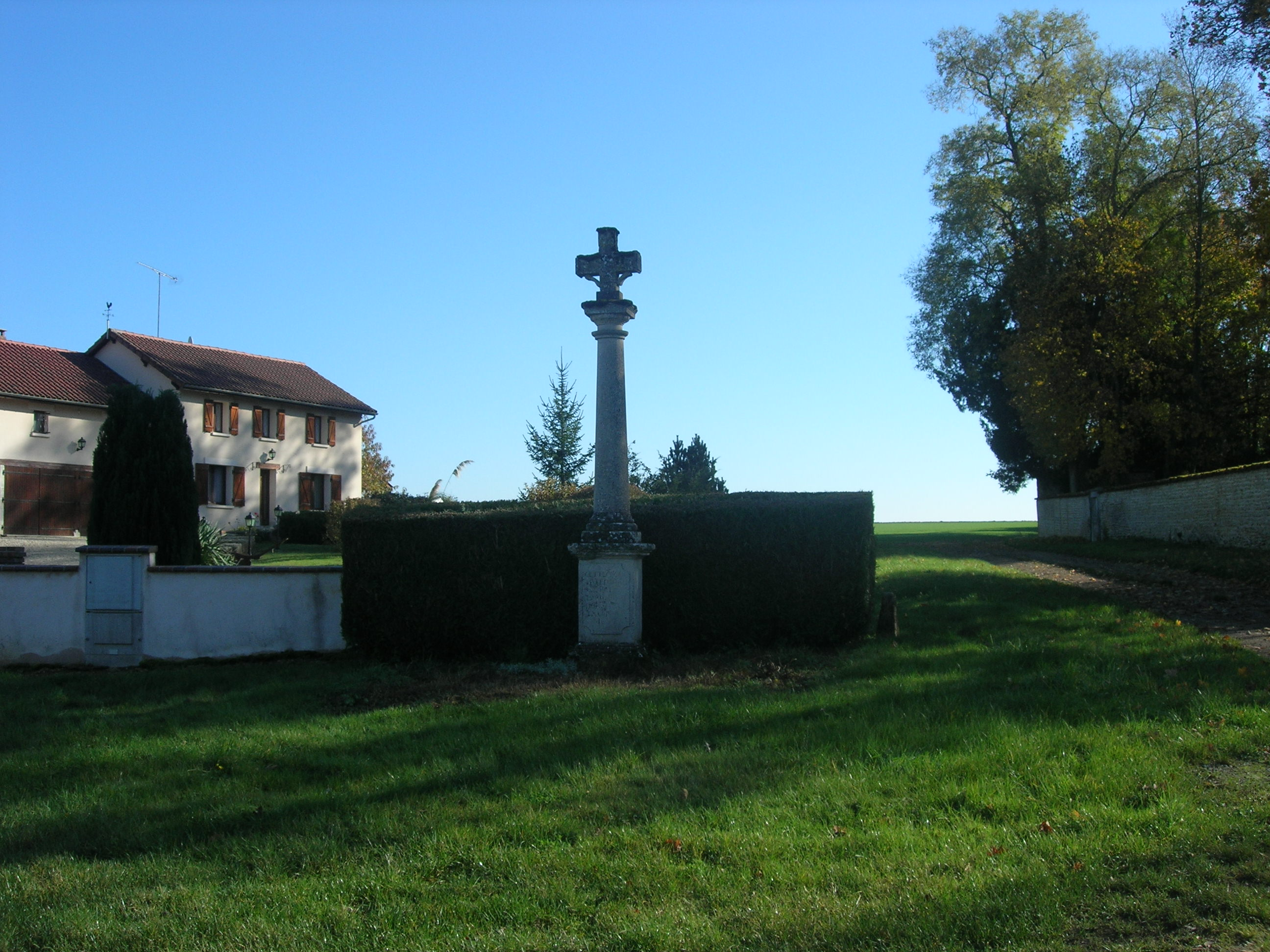
Croix à l'est du village.

#### Sites
- Forêts : chênes, charmes (lieu de pêche et de chasse).
- Rives du Ceffondet.
- Pâturages, polyculture.
- Bovins,ovins.
- Exploitation forestière.

### Blason
| Blason de Trémilly | Blason  | De sable fretté d'argent de six pièces           |
| Blason de Trémilly | Détails | Le statut officiel du blason reste à déterminer. |